# Нью-Йорк Никс
«Нью-Йорк Никербокерс», более известный как «Нью-Йорк Никс» (англ. New York Knickerbockers, New York Knicks) — профессиональный баскетбольный клуб, базирующийся в Нью-Йорке (штат Нью-Йорк). Выступает в Атлантическом дивизионе Восточной конференции Национальной баскетбольной ассоциации. Команда была основана в 1946 году Эдвардом Айришем. Клуб был одним из основателей Баскетбольной ассоциации Америки (БАА) в 1946 году и вступил в НБА после того, как БАА и Национальная баскетбольная лига объединились.
Клуб проводит домашние матчи на арене «Мэдисон-сквер-гарден» (Манхэттен). Это одна из двух команд, располагающихся в Нью-Йорке. Вторая — «Бруклин Нетс» (после переезда из Нью-Джерси). Кроме того, вместе с другим основателем лиги «Бостон Селтикс» клуб никогда не переезжал.
В первые сезоны под руководством Джо Лапчика рассматривался как постоянный претендент на титул. С начала 1950-х годов «Никс» три раза подряд выступали в Финалах, однако во всех трёх проигрывали. После отставки в 1956 году Лапчика команда перестала прогрессировать. Только в конце 1960-х с приходом в тренерский штаб Рэда Хольцмана клуб начал восстанавливать позиции. Хольцман привёл команду к двум чемпионским титулам в сезонах 1969/1970 и 1972/1973. В 1980-х команда боролась за выход в финальную стадию, шесть раз выходила в плей-офф, однако попасть туда не удалось.
По состоянию на 2015 год считался самой дорогостоящей командой в НБА (3,0 млрд долларов США).
Название «Никербокер» происходит от псевдонима, который использовал Вашингтон Ирвинг в процессе написания книги «История Нью-Йорка». Позднее так стали называть потомков голландских переселенцев, основавших будущий Нью-Йорк, а затем и всех жителей Нью-Йорка.

## История
Основная статья: Список сезонов «Нью-Йорк Никс»

### Ранние годы (1946—1968)
Первая игра «Никс» в БАА была сыграна 1 ноября 1946 против «Торонто Хаскис», в Торонто, в Мэйпл Лиф-гарденс, где гости выиграли 68-66. «Никс» были первой командой, в которой появился игрок не европеоидной расы, и им стал японец Ватару Мисака, который присоединился к команде в 1947 году.
Первым главным тренером «Никс» был Нэйл Кохалан. Команда была постоянным участником плей-офф НБА на протяжении первых лет её жизни. В течение первого десятилетия существования НБА ньюйоркцы три раза выходили в финал (1951—53), но неизменно проигрывали. Такие успехи принесли клубу уважение и признание баскетболистов и болельщиков. В течение оставшейся части 1950-х годов «Никс» были достойными соперниками и выходили в плей-офф ещё три раза (1955, 1956 и 1959), где выбывали в первом же раунде.
«Никс» были первой командой, которая заключила контракт с афроамериканским игроком. Им стал Нэт Клифтон в 1950 году. Хотя Клифтон был подписан первым, Эрл Ллойд стал первым афроамериканцем, который вышел на площадку в матче НБА. И в том же самом сезоне Чак Купер стал первым афроамериканцем, который был задрафтован командой НБА.
Сезоны с 1960 года по 1966 год были для «Никс» провальными. Каждый из этих чемпионатов они заканчивали на последнем месте в Восточной Конференции НБА. Некоторые из самых болезненных поражений в истории «Никс» произошли как раз в это время. Один из известнейших проигрышей произошёл 2 марта 1962 года, когда игрок «Филадельфии Уорриорз» Уилт Чемберлен набрал рекордные для НБА 100 очков в матче против «Никс», который «Уорриорз» выиграли со счётом 169—147.
Провальные чемпионаты позволяли «Никс» первыми задрафтовать самых перспективных новичков. В 1964 году они подписали Уиллиса Рида, который был признан Новичком года НБА 1965. В 1965 году для «Никс» был предоставлен дополнительный выбор в первом раунде драфта НБА (такой же шанс получили «Сан-Франциско Уорриорз», которым принадлежал худший результат в Западной Конференции лиги в 1964—65 годах), и они воспользовались этим преимуществом, подписав Билла Брэдли и Дэйва Сталлуорта.

### Чемпионские годы (1968—1975)

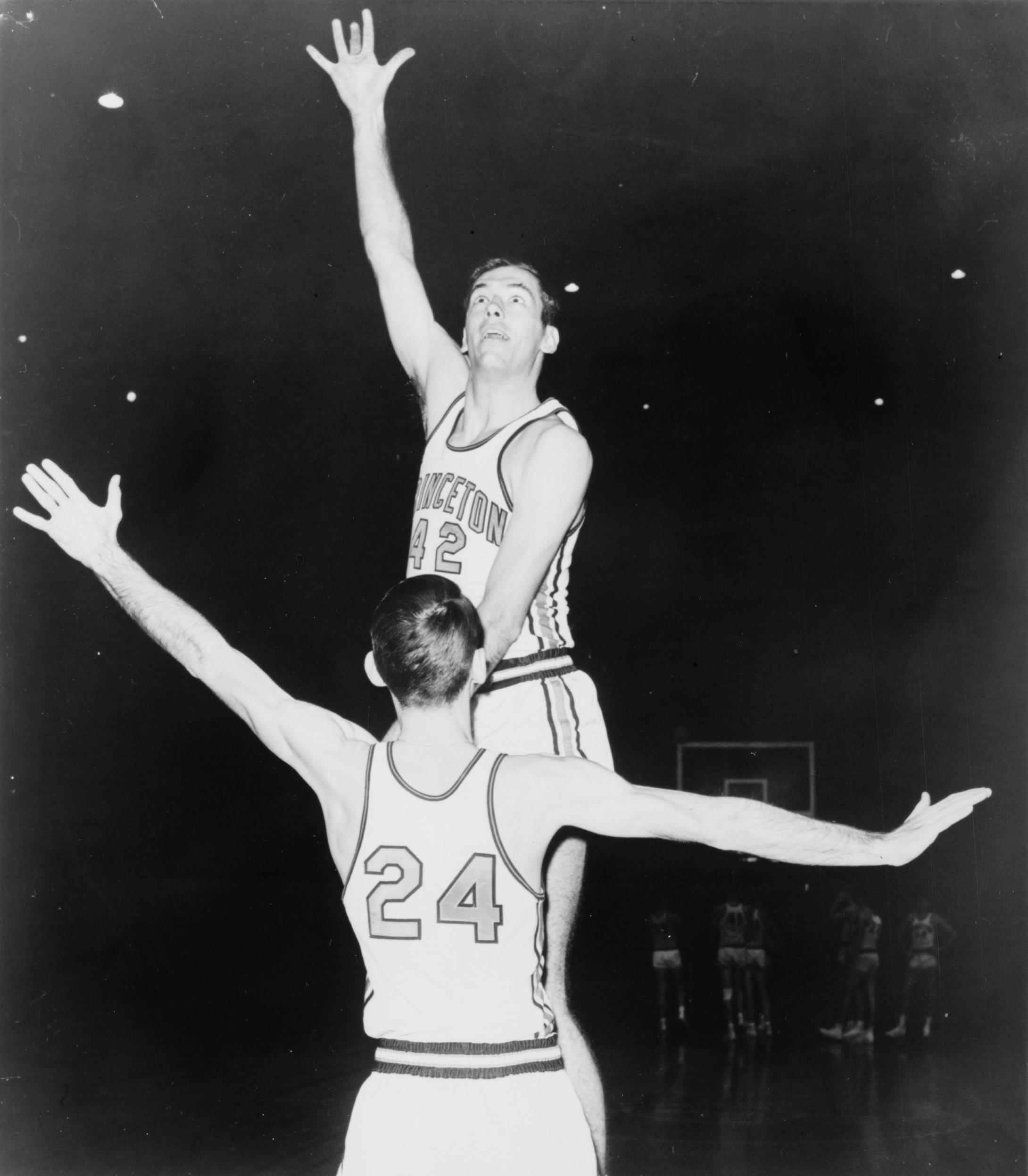
Билл Брэдли (№ 42)

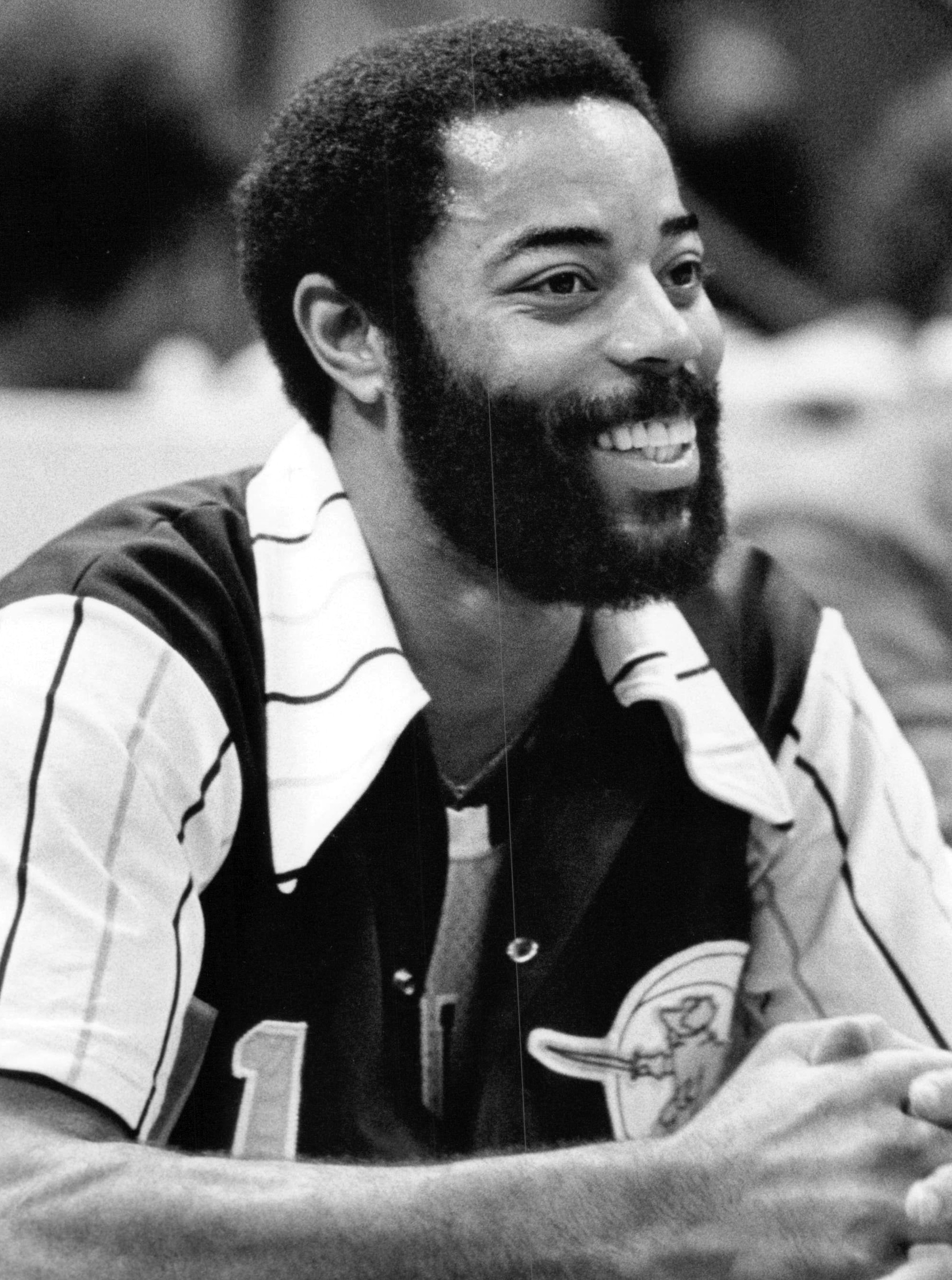
Уолт Фрейзер в 1977 году

В 1967 году «Никс» впервые с 1959 года добрались до плей-офф, где уступили в первом раунде. Ассистентом главного тренера в том сезоне был Уильям «Рэд» Хольцман. В том же 1967 году Хольцман был назначен на пост главного тренера команды. С ним у руля и с молодыми игроками вроде Билла Брэдли «Никс» в 1968 году снова вышли в плей-офф, но уступили действующему в тот момент чемпиону «Филадельфии-76». В следующем сезоне команда приобрела Дейва Дебуше из «Детройт Пистонс», и команда набрала ход, закончив регулярный сезон 54-28. В ходе последовавшего плей-офф команда прошла первый раунд впервые с 1953 года, выбив «Балтимор Буллетс» со счетом 4-0, но потом уступила в финале восточной конференции «Бостон Селтикс».
Сезон 1969-70 был для «Никс» историческим. Команда одержала рекордные 18 побед подряд, закончила сезон с показателями 60-22, что стало лучшим итогом регулярного чемпионата, за всю историю существования клуба. В полуфинале конференции «Никс» в упорном противостоянии снова выбили «Балтимор Буллетс» 4-3. Разгромив со счётом 4-1 в финале Восточной конференции «Милуоки Бакс», команда вышла в финал НБА, где её ждало противостояние с «Лос-Анджелес Лейкерс».
Счёт серии был 2-2, и в 5-й игре «Никс» ждало серьёзное испытание на прочность. Во второй четверти матча Уиллис Рид порвал мышцу на правой ноге и выбыл по прогнозам до конца серии. Несмотря на его отсутствие, «Нью-Йорк» продолжил бороться и, отыграв отставание в 16 очков, вырвал победу 107—100. Без своего травмированного капитана «Никс» проиграли 6-й матч, и судьба титула решалась в заключительной, седьмой игре, которая состоялась 8 мая в Мэдисон-сквер-гарден. Рид перед матчем сильно, но решил играть через боль. Он забил первые два мяча «Нью-Йорка» прежде, чем уйти с площадки до конца матча. И хотя «Никс» без него были не так сильны, героизм капитана сплотил и вдохновил игроков, и они выиграли игру со счётом 113-99, завоевав первый титул чемпионов в истории «Никс». Номера всей первой пятёрки «Никс» сезона 1969-70 были изъяты из обращения навечно. Майки с именами и номерами Уолта Фрейзера (#10), Уиллиса Рида (#19), Дэйва Дебуше (#22), Билла Брэдли (#24), и Дика Барнетта (#12), висят под сводами Мэдисон-сквер-гарден. Хромающий, но борющийся до конца, Рид в зрительском голосовании был признан величайшим моментом в истории Мэдисон-сквер-гарден.
Успехи «Никс» продолжились в течение следующих нескольких лет. После проигрыша от «Балтимор Буллетс» в финале восточной конференции в 1971 году, команда, приобретя Джерри Лукаса и Эрла Монро, вновь вышла в финал НБА в 1972 году. На сей раз «Никс» уступили «Лейкерс» в пяти играх. В следующем году результат повторился с точностью наоборот, теперь уже «Никс» в финале 1973 года в пяти матчах обыграли «Лейкерс» и выиграли свой второй титул за последние 4 года. У команды был ещё один удачный сезон 1973-74, когда они достигли финала Восточной конференции, где в пяти играх уступили «Селтикс». После этого сезона Рид объявил о завершении карьеры игрока, и результаты команды изменились в худшую сторону.

### После чемпионских лет (1975—1985)
Регулярный сезон 1974-75 «Никс» закончили с результатом 40-42, и это была первая отрицательная разница за последние 8 лет. Однако этот результат позволил им попасть в плей-офф, где они вылетели в первом же раунде, проиграв серию с «Хьюстон Рокетс». Следующие два сезона «Никс» также заканчивали с отрицательной разницей, но на этот раз и в плей-офф уже не попадали, что вынудило руководство отправить в отставку Хольцмана, заменив его Уиллисом Ридом. В первом же сезоне команда под управлением Рида закончила сезон в плюсе 43-39 и добралась до полуфинала Восточной конференции, где была выбита «Филадельфией-76». Следующий сезон «Никс» начали неудачно, проиграв из 14 матчей 8, и руководство снова сменило тренера, заменив Рида на Хольцмана. Перемены не произвели нужного эффекта, и команда закончила сезон с разницей 31-51, что стало худшим результатом за последние тринадцать лет.
Следующий сезон прошёл немного лучше и завершился с результатом 39-43. Сезон 1980-81 стал, на фоне последних нескольких лет, крайне успешным. «Никс» завершили его с разницей 50-32 и вышли в плей-офф, где уступили в двух матчах «Чикаго Буллз». Под руководством Хольцмана клуб сыграл ещё один сезон, и после того как они закончили сезон 33-49 и не попали в плей-офф, тренер подал в отставку. Однако тренерское наследие Хольцмана проявится в будущем. Одним из игроков запаса «Никс» того времени был Фил Джексон. Джексон после завершения карьеры стал тренером сначала «Чикаго Буллз», а потом и «Лос-Анджелес Лейкерс» и вместе с ними выиграл одиннадцать чемпионатов НБА, побив, казалось бы, вечный рекорд в 9 чемпионств Рэда Ауэрбаха. Джексон назвал Хольцмана лучшим специалистом, под руководством которого он когда-либо играл и благодаря которому он в итоге решил стать тренером.
Хуби Браун заменил Хольцмана на посту главного тренера «Никс» и в своём первом же сезоне вывел команду в плей-офф, после более-менее удачного сезона 44-38. В первом раунде «Никс» выбили из розыгрыша «Нью-Джерси Нетс», но уже на следующей стадии были разгромлены 4-0 будущим чемпионом «Филадельфией-76». В следующем сезоне, команда, лидером которой стал Бернард Кинг, улучшила показатели, завершив год 47-35, и снова вышла в плей-офф, где обыграла в первом раунде «Детройт Пистонс» 3-2, но вновь уступила во втором туре, на этот раз в семи играх их обыграли «Селтикс». Результаты команды снова ухудшились в следующем сезоне, когда они проиграли 12 последних игр чемпионата, закончив его 24-58. Первое из этих поражений произошло 23 марта 1985 года, где Кинг повредил колено и следующие 24 месяца потратил на лечение и реабилитацию. Многие считали, что его карьера закончена, но он всё-таки вернулся на площадку в конце сезона 1986-87.
В начале 1980-х «Никс» кардинально изменили стиль своей формы. На домашней форме название команды стали писать ниже номера, а основным цветом стал бордовый вместо традиционного оранжевого. Синий цвет также стал темнее, чем был изначально. Однако, начиная с сезона 1983-84, они вернулись к изначальному варианту формы, с главным оранжевым цветом, которая будет практически неизменной на протяжении следующих двенадцати сезонов.

### Эра Патрика Юинга (1985—2000)

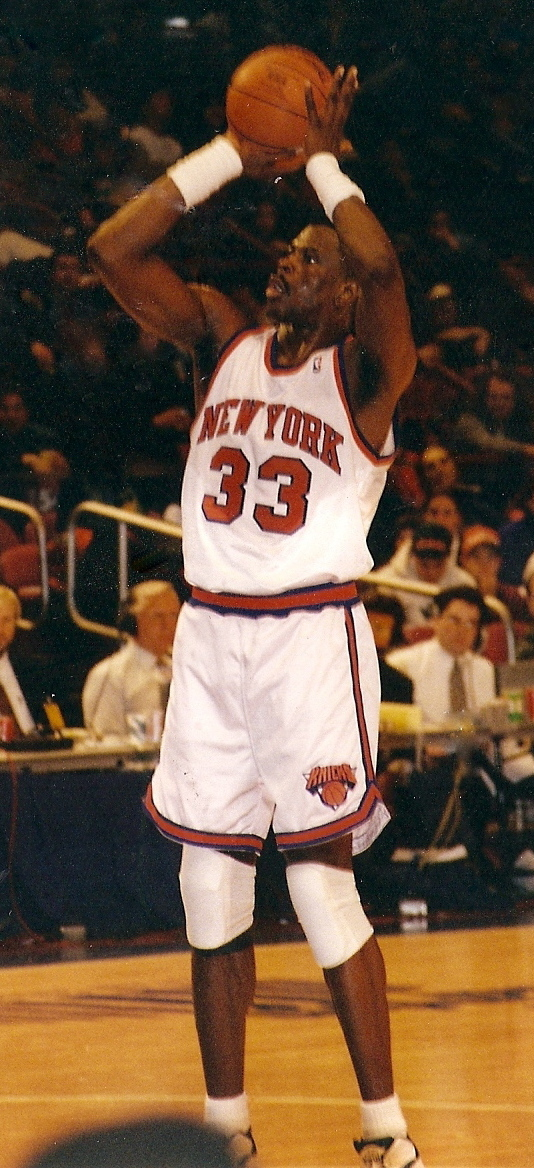
Патрик Юинг в 1995 году

Из-за удручающего результата «Никс» в сезоне 1984-85 команда была одной из первых в списке лотереи драфта НБА и в итоге выиграла право первого выбора драфта того сезона. Они выбрали звёздного центрового Патрика Юинга из Джорджтаунского университета. В первом же сезоне за «Никс» он стал самым полезным среди всех новичков НБА, набирая около 20 очков и делая в среднем 9 подборов за игру. В итоге он стал новичком года НБА 1986. Несмотря на успехи Юинга, дела команды оставляли желать лучшего. В первый его год в клубе «Никс» завершили сезон с результатом 23-59, а следующий год 24-58.
Дела пошли в гору в сезоне 1987-88, после того как тренером стал Рик Питино, а на драфте был подписан атакующий защитник Марк Джексон. Вместе с лидером команды Юингом они вывели «Никс» в плей-офф, где проиграли в первом раунде «Селтикс». Обменяв перед началом сезона Билла Картрайта на Чарльза Окли, команда очень хорошо провела сезон 1988-89, закончив его с результатом 52-30, который позволил им спустя почти 20 лет вновь выиграть Атлантический дивизион. В плей-оффе они выбили в первом раунде «Филадельфию-76», но затем в полуфинале конференции уступили «Чикаго Буллз».

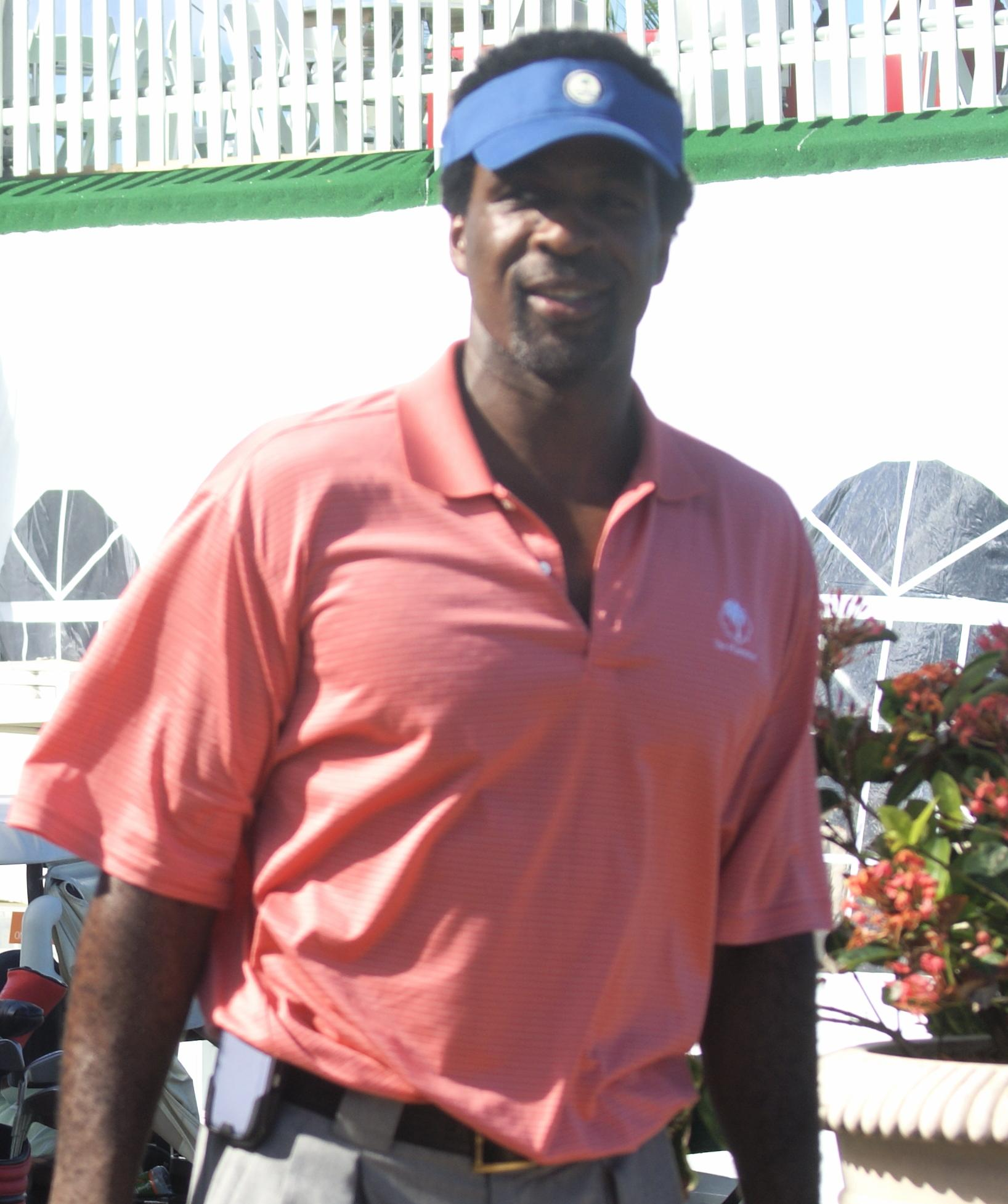
Чарльз Окли в 2007 году

Перед началом сезона 1989-90 в клубе произошли существенные изменения. Питино покинул «Никс», чтобы тренировать команду Университета Кентукки, и его заменил на посту главного тренера Стью Джексон. Команда завершила сезон с результатом 45-37 и вышла в плей-офф, где в первом раунде выбила «Селтикс», выиграв заключительные три игры после поражений в первых двух. В следующем раунде они проиграли будущему чемпиону «Детройт Пистонс». В сезоне 1990-91 команда, которой уже руководил Джон Маклеод, закончила регулярный чемпионат с разницей 39-43 и была выбита в первом раунде будущими чемпионами НБА «Буллз».
Ощущая, что команда нуждалась в более сильном тренере, чтобы стать претендентом на титул, новый президент «Никс» Дэйв Чекеттс перед сезоном 1991-92 назначил на эту должность Пэта Райли. Райли, который привёл «Лейкерс» к четырём чемпионствам в течение 1980-х, привил новому клубу строгий, грубый, защитный стиль. Тот сезон команда, в которой уже присутствовал любимчик болельщиков «Никс» Джон Старкс, закончила с результатом 51-31 и выиграла Атлантический дивизион. После победы над «Пистонс» в первом раунде плей-офф команда боролась с «Буллз», но в семи играх уступила и позволила им во второй раз подряд завоевать титул.
Сезон 1992-93 оказался ещё более успешным. «Никс» выиграли Атлантический дивизион с разницей 60-22. Перед сезоном клуб обменял Марка Джексона в «Лос-Анджелес Клипперс», получив взамен сразу трёх игроков Чарльза Смита, Дока Риверса и Бо Кимбла, а также подписал Роландо Блэккмэна из «Даллас Маверикс». Команда добралась до финала Восточной конференции, где ещё раз встретились с «Буллз». После того как «Никс» выиграли первые две игры, они уступили в оставшихся четырёх и пропустили «Чикаго Буллз» в финал НБА, где те в третий раз подряд выиграли чемпионат.
После того как звезда «Чикаго Буллз» Майкл Джордан после сезона 1992-93 в первый раз завершил карьеру, многие высказали мнение, что это шанс для «Никс» наконец-то добраться до финала НБА. Команда, которая в межсезонье выменяла у «Даллас Маверикс» Дерека Харпера, снова выиграла Атлантический дивизион, с результатом 57-25. В плей-офф команда сыграла рекордные тогда для НБА 25 игр («Селтикс» побил рекорд в 2008 году, сыграв 26). Сначала они в первом раунде победили «Нетс» 3-1. Затем наконец-то обыграли «Буллз», в семи матчах, отчасти благодаря рефери матча Хью Холлинсу, который за 2 секунд до конца 5 матча свистнул спорный фол Скотти Пиппена в пользу «Никс», и те воспользовались подарком, вырвав победу 87-86. В финале Восточной конференции «Никс» столкнулись с «Индиана Пэйсерс», которые вели в серии 3-2 перед заключительным домашним матчем, но уступили сначала на родной площадке, а потом и в гостях, проиграв серию 3-4 и позволив «Никс» впервые с 1973 года выйти в финал НБА.

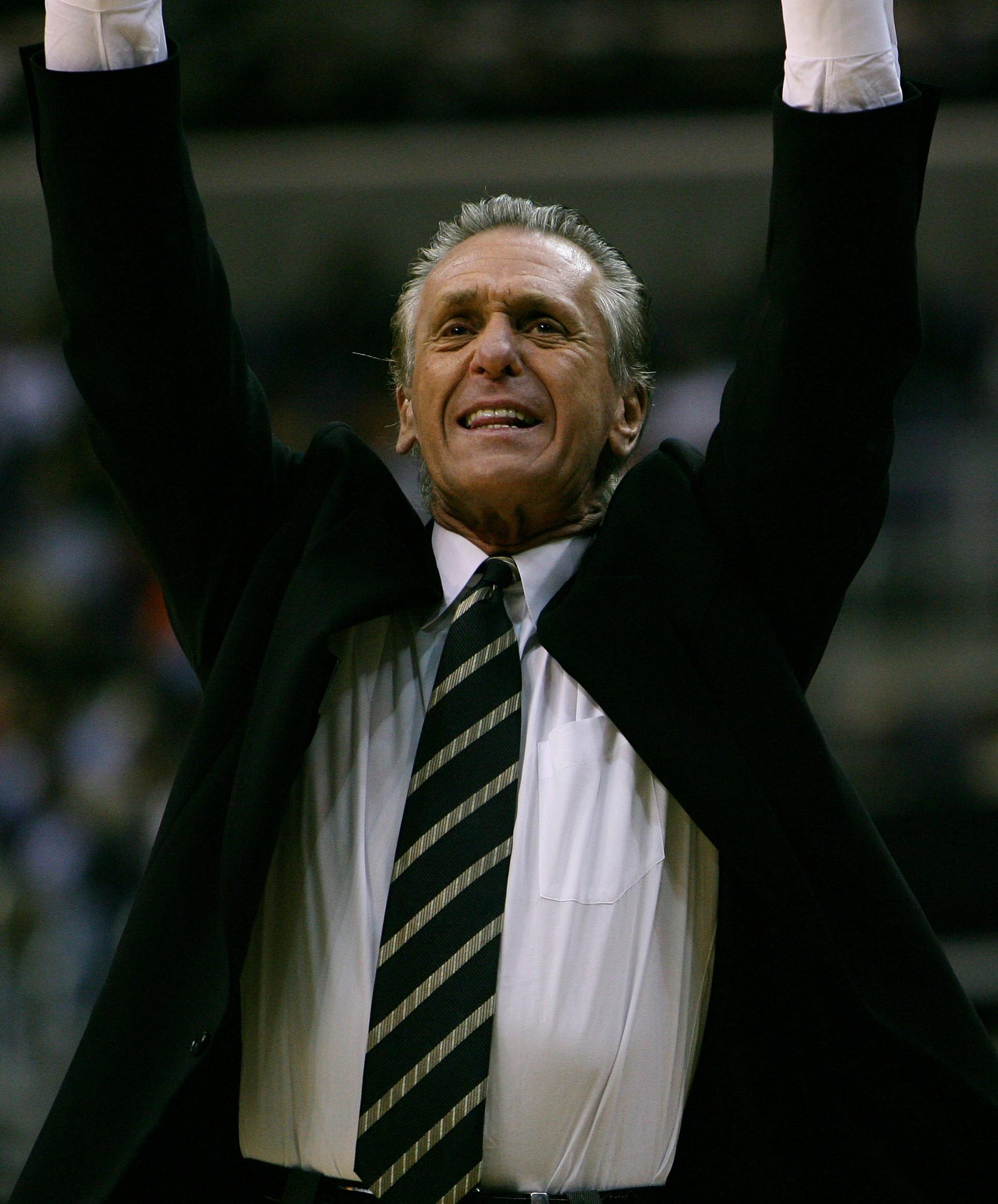
Пэт Райли

В финале «Никс» сыграли семь тяжёлых игр с «Хьюстон Рокетс». Первые две игры прошли в Хьюстоне, одну из которых «Никс» выиграли, следующие три матча прошли в Нью-Йорке, два из которых выиграли хозяева Мэдисон-сквер-гарден, в котором в этот же период проходили финальные матчи Кубка Стэнли, в которых местный «Нью-Йорк Рейнджерс» обыграл «Ванкувер Кэнакс» со счётом 4-3 и выиграл первый, за последний 54 года, титул. Победа «Никс» сделала бы Мэдисон-сквер-гарден первым зданием, домашние команды которого выиграли бы чемпионаты НБА и НХЛ в один год. В 6-й игре «Рокетс» благодаря своему лидеру Хакиму Оладжьювону выиграли 86-84 и перенесли решение вопроса о победители на седьмой матч, который тоже должен был пройти в Хьюстоне. «Никс» проиграли последний матч 90-84, во многом из-за неудачной игры Джона Старкса, который реализовал лишь 2 из своих 18-ти бросков, и из-за упрямства Райли, который не заменил Старкса, несмотря на наличие игроков на скамейке, славящихся своими дальними бросками, таких как Роландо Блэккман и Хуберт Дэвис. Проигрыш не позволил Нью-Йорку стать в один год обладателем двух команд-чемпионов.
В следующем году «Никс» заняли второе место в Атлантическом дивизионе с результатом 55-27. Команда в первом раунде плей-офф выбила Кливленд Кавальерс и столкнулась с Индианой Пэйсерс во втором. В первой игре большие неприятности ньюйоркцам доставил Реджи Миллер, забивший восемь очков в последние 8 секунд игры и принесший победу своему клубу 107—105. Судьба серии решилась в седьмом матче, в котором «Индиана» была сильнее 97-95. Райли ушёл в отставку на следующий день после проигрыша, и новым главным тренером «Никс» стал Дон Нельсон.
Однако приверженность Нельсона к атакующей игре и оборонительный стиль Райли, к которому игроки уже привыкли, не позволили новому тренеру удачно сработаться с командой, и в течение сезона 1995-96, после 59 игр, Нельсон был уволен. Вместо того, чтобы назначить какого-нибудь другого известного и опытного тренера, руководство «Никс» назначило главным тренером Джеффа Ван Ганди, который до этого был 7 лет ассистентом тренера в «Никс» и не имел в карьере опыта главного тренера. «Никс» закончили сезон с результатом 47-35 и выбили «Кавальерс» в первом раунде плей-офф, но на следующей стадии были биты в пяти матчах, будущим чемпионом — «Чикаго Буллз», которые проводили феноменальный сезон, выиграв рекордные 72 игры из 82 матчей регулярного сезона.

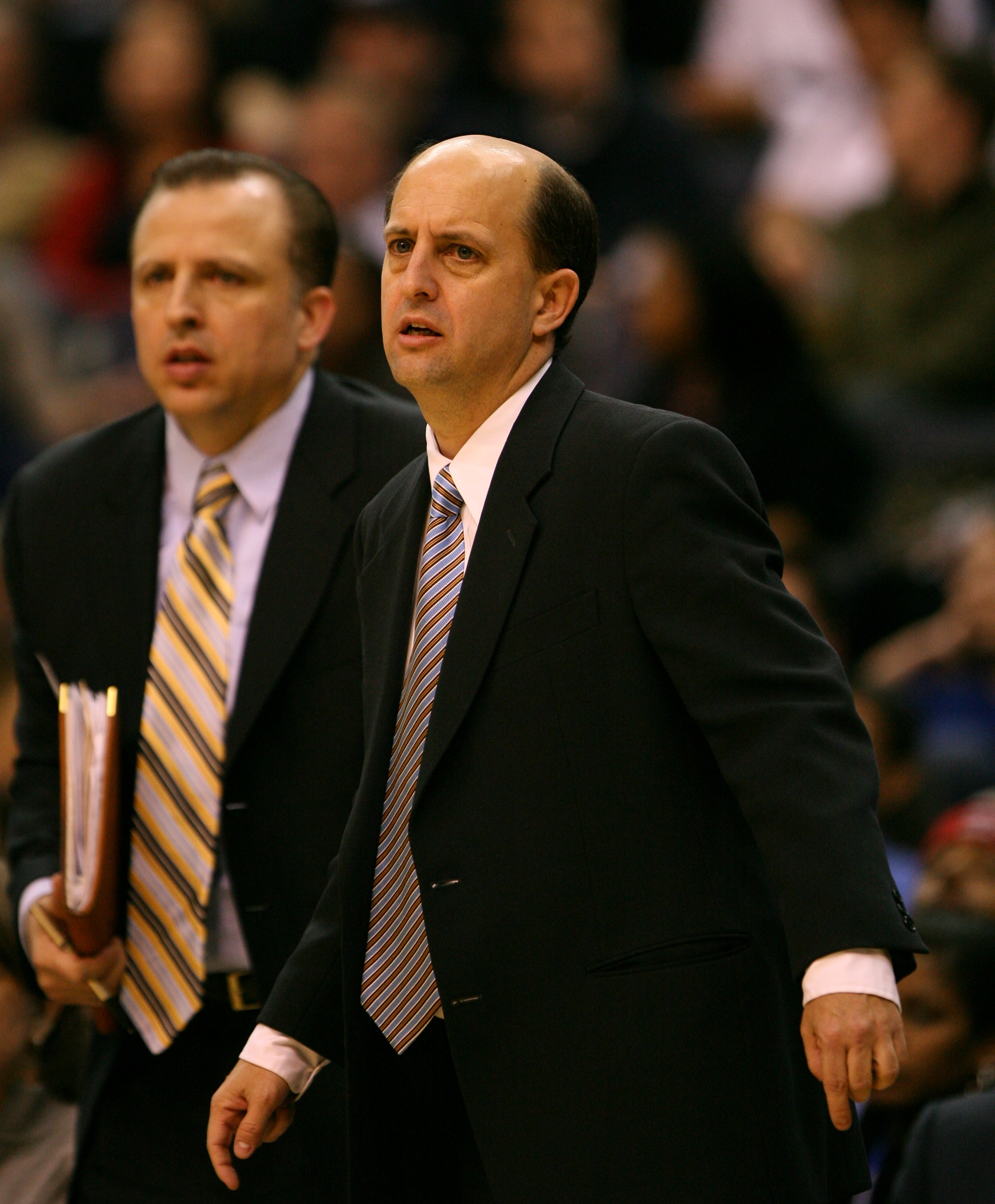
Джефф Ван Ганди провёл в «Никс» 12 лет

В сезоне 1995-96 руководство проводит ряд удачных маркетинговых ходов. Вводит в обращение новую форму чёрного цвета, которую использует в некоторых выездных матчах. Также частично изменена домашняя форма. Меняется и эмблема команды. Все это приносит неплохую прибыль и повышает популярность клуба.
Сезон 1996-97 «Никс», заполучив таких игроков, как Ларри Джонсон и Алан Хьюстон, закончили с результатом 57-25 отчетов. В плей-офф «Никс» в первом раунде выбили «Шарлотт Хорнетс», а во втором столкнулись с «Майами Хит», которых в тот момент тренировал Пэт Райли. «Никс» вели в серии 3-1, но в конце 5-го матча произошла драка, по итогам которой были дисквалифицированы многие ключевые игроки «Никс». Большинство из них были отстранены не за саму драку (в частности, Юинг), а за то, что покинули скамейку запасных и выскочили на площадку, что запрещено правилами (правило было впоследствии изменено). Юинг и Хьюстон были дисквалифицированы на 6 матч, Джонсон и Старкс отстранены на игру 7, а Чарли Вард отстранён на обе встречи. Без ключевых игроков «Никс» проиграли 3 матча подряд и выбыли из дальнейшей борьбы.
Сезон 1997-98 был омрачен травмой Юинга, повредившего запястье 20 декабря, что вынудило его пропустить оставшуюся часть регулярного сезона и начало матчей плей-офф. Команда с результатом 43-39 пробилась туда, где в первом раунде в упорной борьбе обыграла «Майами Хит». На второй стадии их ждали встречи с «Пэйсерс». Юинг вернулся как раз к второй игре данной серии, но это не помогло ньюйоркцам, и они уступили в итоге 1-4.
Перед сезоном 1998-99, который был сокращён локаутом, «Никс» обменяли Старкса, Миллза и Каммингса на атакующего защитника «Голден Стэйт Уорриорз», скандального Лэтрэлла Спрюелла, чей контракт с «Уорриорз» сначала был аннулирован, после того, как игрок напал и начал душить главного тренера команды, Пи Джея Карлесимо, но потом через суд был восстановлен. В это же время «Никс» обменяли Чарльза Оукли на центрового «Торонто Рэпторс» Маркуса Кэмби. После того как «Никс» чудом попали в плей-офф с результатом 27-23, они неожиданно для всех заиграли мощно. Сначала «Никс» в пяти матчах обыграли «Майами Хит», что стало вторым случаем в истории НБА, когда восьмая, по итогам сезона, команда конференции обыграла первую, и это до сих пор единственный случай, произошедший в Восточной конференции. В следующем раунде, «Никс» со счетом 4-1 выбили «Атланту Хокс» и вышли в финал Восточной конференции, где их снова ждала встреча с «Пэйсерс». Несмотря на потерю Юинга, получившего травму в третьем матче серии и выбывшего до конца сезона, «Никс» нашли в себе силы выиграть серию и стать первой командой в истории, которая с восьмого места добралась до финала НБА. Однако в финале «Сан-Антонио Спёрс», ведомые суперзвездами Дэвидом Робинсоном и Тимом Данканом, показали, что измученные травмами «Никс» и так уже сделали многое и рассчитывать на успех в финале не могли, обыграв их 4-1.
Сезон 1999—2000 окажется последним для Юинга в «Никс». Регулярный сезон команда закончила с результатом 50-32, а в первом раунде плей-офф «Никс» выбили «Торонто» 3-0. В следующем круге в упорной семи матчевой битве был обыгран «Майами». В седьмой игре, на последних секундах, именно Юинг забил мяч, принесший победу «Никс» 83-82. Однако в финале конференции «Никс» были биты «Индианой Пэйсерс» в 6 матчах.
После сезона, 20 сентября 2000 года, Юинг был обменян в «Сиэтл Суперсоникс». Так закончилась эпоха Юинга в «Никс», которая запомнилась большим количеством фееричных, удачных матчей в плей-офф, но которая так и не принесла долгожданный титул чемпионов НБА.

### Кризис после эры Юинга (2000—2008)
Несмотря на потерю Юинга, следующий сезон «Никс» провели достаточно успешно, закончив его 48-34. Однако в плей-оффе они в первом же раунде в 5 матчах уступили «Торонто Рэпторс» и впервые за десять лет не смогли пройти эту стадию. В следующем сезоне у команды начался спад. 8 декабря после неудачного начала сезона (10-9) неожиданно для всех в отставку подал многолетний тренер «Никс» Джефф Ван Ганди. Главным тренером был назначен его помощник Дон Чейни. Этот год команда закончила с результатом 30-52 и впервые с сезона 1986-87 «Никс» не попали в плей-офф.

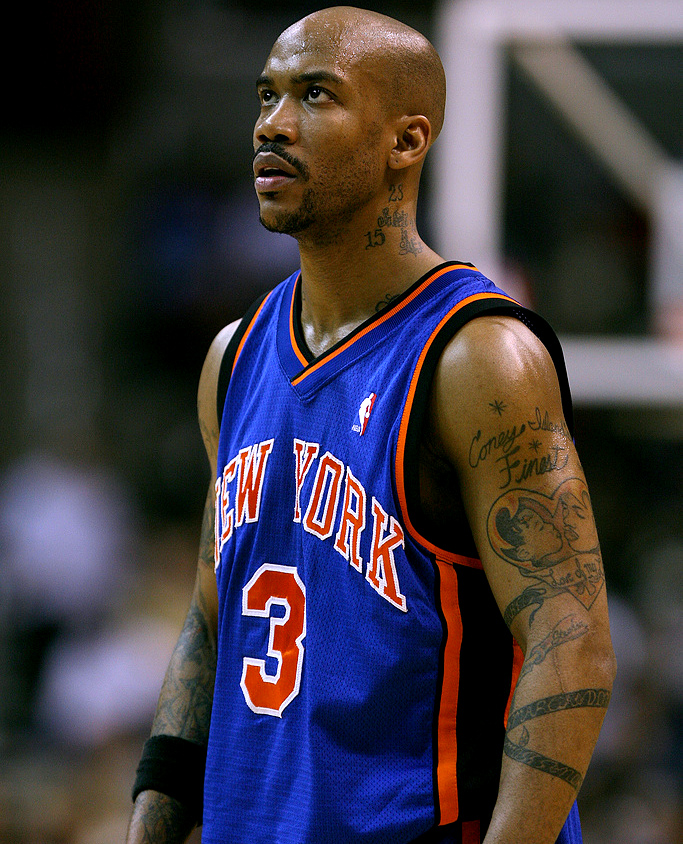
Стефон Марбери в 2007 году

«Никс» попытались вернуться в когорту сильнейших и перед сезоном 2001-02 были очень активны на рынке обменов и свободных агентов, подписав в итоге достаточно много новых игроков. Среди них были разыгрывающие защитники Шэндон Андерсон и Ховард Айсли, которые получили длительные и дорогие контракты. Эти подписания были раскритикованы многими аналитиками и поклонниками «Никс», так как считалось, что мало того, что этим игрокам переплатили в свете их недавних выступлений, но также и потому, что эти контракты практически лишили клуб возможности подписания других хороших игроков из-за потолка зарплата. Такие подписания способствовали резкому увеличению платежной ведомости «Никс», что для них будет обременяющим фактором в ближайшие несколько лет. Результаты «Никс» улучшились, но не намного, 37-45, и во второй раз подряд они остались без плей-офф.

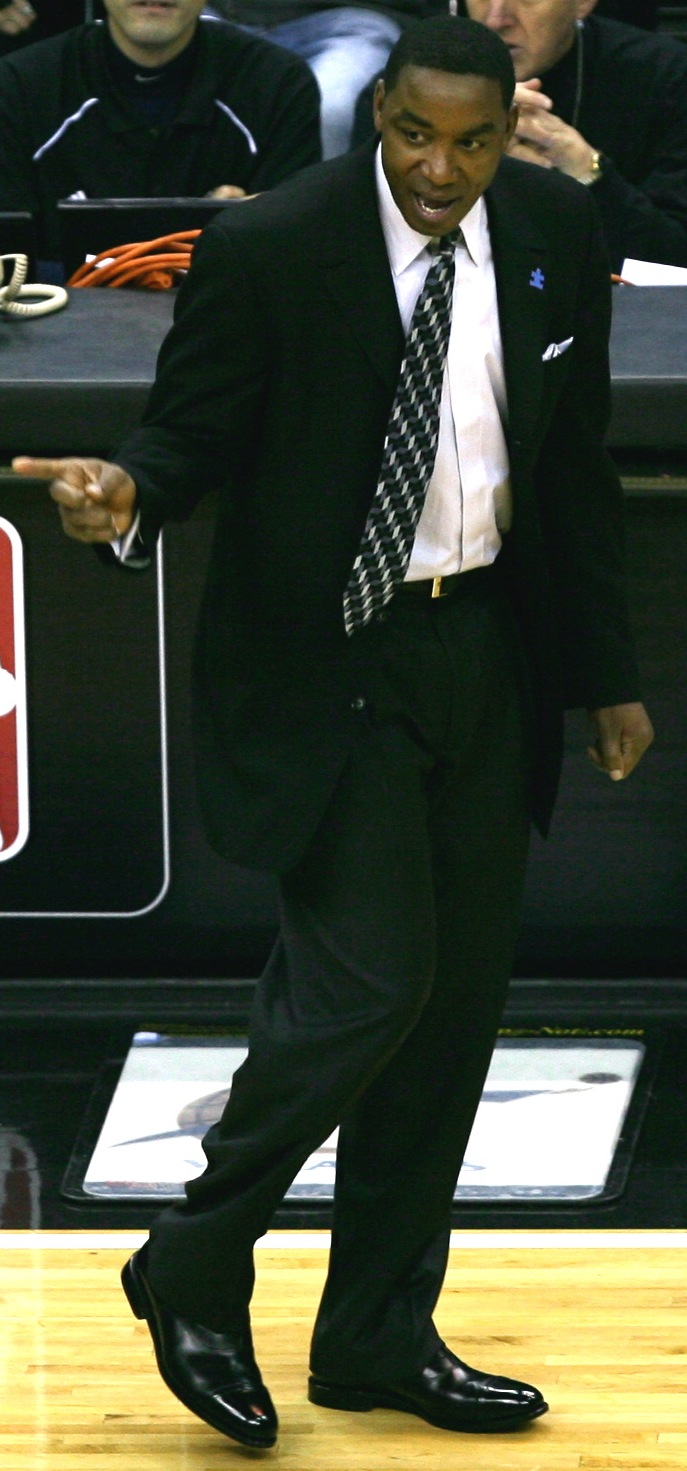
Айзея Томас в роли главного тренера «Никс»

После удручающего начала 15-24 в сезоне 2003-04 «Никс» подверглись большой перестройке. 22 декабря 2003 года Айзея Томас был назначен президентом «Никс» вместо уволенного Скотта Лейдена. Он в свою очередь уволил Дона Чейни, назначив на его место Ленни Уилкенса. В то же самое время Томас организовал несколько обменов, включая тот, который позволил команде подписать разыгрывающего защитника Стефона Марбери. После этого перехода команда, казалось бы, начала находить нить своей игры, когда Марбури быстро нашёл взаимопонимание с двумя форвардами «Никс» Майклом Долеаком и Китом Ван Хорном. Но это все было потеряно, когда эти два игрока были использованы в круговом обмене с участием «Милуоки Бакс» и «Атланты Хокс», по итогам которого в «Никс» перешли Тим Томас и Назр Мохаммед. Команда с результатом 39-43 пробилась в плей-офф, но вылетела в первом же раунде, уступив «Нью-Джерси Нетс». Серия запомнилась серьёзным конфликтом между Томасом и игроком «Нетс» Кеньоном Мартином, когда первый стал дразнить Мартина, заметив его заикание, и назвал его «fugazу», что на сленге означает «дешёвка» или «подделка».
Сезон 2004-05 команда провела хуже, чем предыдущий. «Никс» закончили его 33-49 и не попали в плей-офф. Уилкенс ушёл в отставку ещё в течение сезона, и до конца чемпионата командой руководил Герб Уильямс. В межсезонье команда подписала Ларри Брауна с контрактом на 5 лет в 50 миллионов долларов, надеясь, что он вернёт «Никс» обратно в плей-офф.
До начала сезона «Никс» приобрели двух центровых. Джером Джеймс перешёл из «Сиэтла», подписав контракт на 5 лет. Чуть позже у «Чикаго Буллз» был приобретён Эдди Карри, у которого были обнаружены проблемы с сердцем, но он отказался принять заключения врачей, рассорился с генеральным менеджером «Буллз» Джоном Пакссоном и был обменян в «Никс», подписав шестилетний контракт на сумму в 56 миллионов долларов. В придачу к нему в Нью-Йорк отправился Антонио Дэвис, а в обратном направлении последовали Тим Томас, Майкл Свитней, а также «Никс» уступили ряд своих позиций на следующем драфте. Зарплатная ведомость «Никс» достигала 130 миллионов долларов и была самая высокая в лиге, однако это никак не сказалось на результатах, и команда завершила сезон на удручающем предпоследнем месте среди всех команд лиги, с результатом 23-59, уступив «пальму первенства» лишь «Портленд Трэйл Блэйзерс». Ларри Браун был отправлен в отставку, получив 18,5 миллионов отступных.
Те подписания игроков, которые осуществил Томас за предыдущие 2 года, были подвергнуты резкой критике. Мало того, что в результате были подписаны очень дорогие игроки, такие как Стефон Марбери, Джамал Кроуфорд, Джером Джеймс, Малик Роуз, Джален Роуз и Стив Фрэнсис, так ещё и в процессе обменов приходилось брать в команду ненужных и неподходящих по уровню игроков, таких как Анферни Хардуэй, Джером Уильямс и Морис Тейлор, и отдавать взамен свои попытки на драфте. Кроме того, многие считали, что подписание в 2006 году в первом раунде драфта Реналдо Бэлкмана было очень глупым решением, но эти возмущения утихли в ходе его первого успешного года, но возобновились вновь, когда его игра начала регрессировать во втором сезоне.
В интернете была начата целая атака на «Никс» и его владельцев, и одним из главных сайтов в этой акции был SellTheKnicks.com, который организовал марш протеста к Мэдисон-сквер-гарден, чтобы показать своё недовольство тем, как «Никсами» управляет владелец клуба, Джеймс Долан.

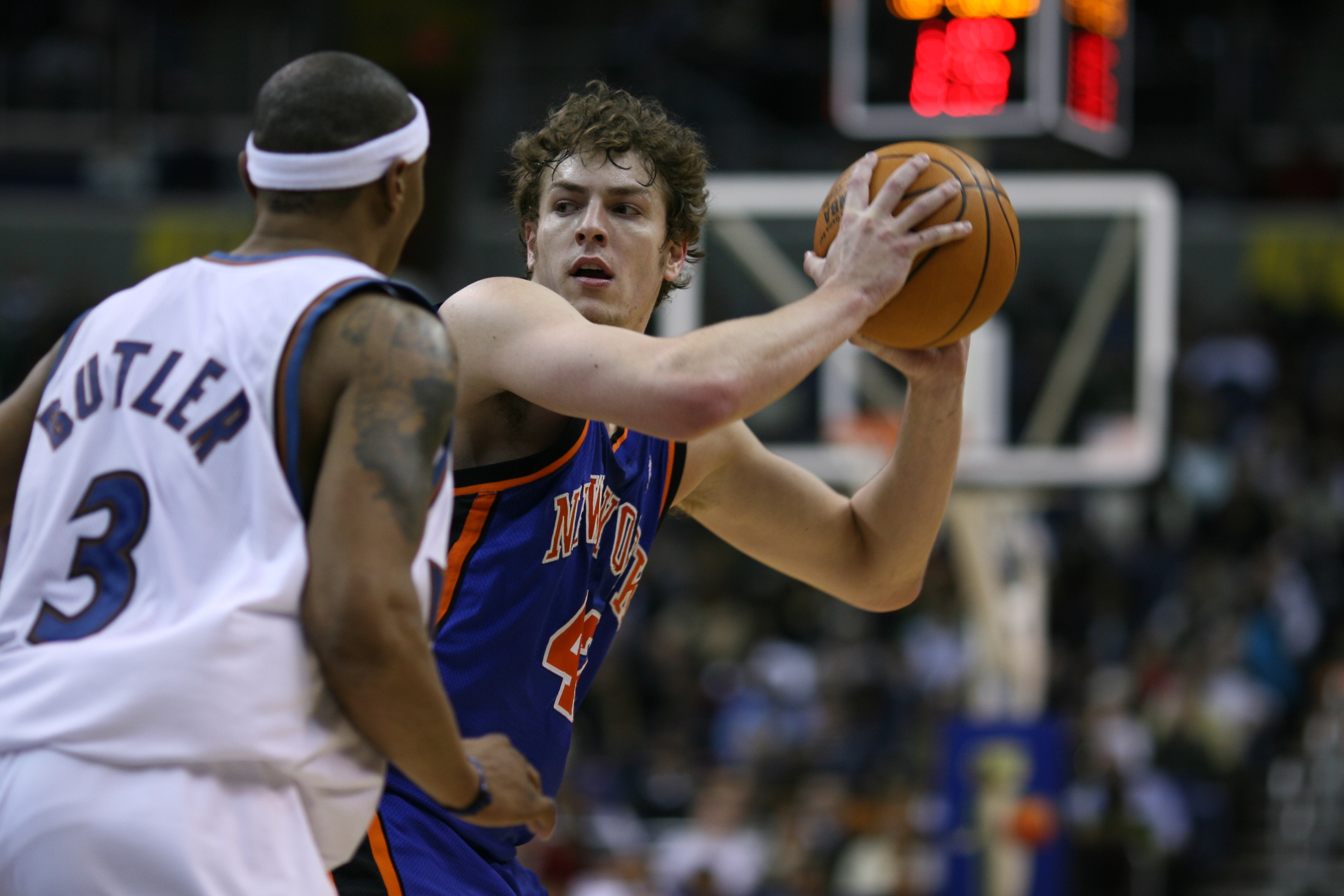
Дэвид Ли в игре за «Никс»

16 декабря 2006 года, в матче «Никсов» против «Денвер Наггетс» произошла массовая драка с участием почти всех игроков, находящихся на площадке. В результате 10 баскетболистов были удалены судьями до конца игры, а сам матч был прерван при счёте 123—100 в пользу «Наггетс». Все нарушители получили дисквалификации на разные сроки от комиссара лиги. 20 декабря 2006 года Дэвид Ли создал один из самых незабываемых моментов в недавней истории «Никс». Во время игры против «Шарлотт Бобкэтс», во втором овертайме при счёте 109—109, за 0,1 секунды до конца, он подправил мяч, введённый из аута Джамалом Кроуфордом. По «правилу Трента Такера», игроку разрешается лишь подправить мяч, если до конца остаётся 0,3 и меньше секунд. Из-за этого правила и удачной игры Ли «Никс» победили 111—109.
Но по итогам сезона «Никс» в плей-офф не попали. В конце сезона травмы замучили ведущих игроков команды, и обескровленные «Никс» проиграли почти все встречи заключительной части чемпионата, завершив его 33-49 и избежав 50-го поражения только в последнем матче сезона, обыграв в нём «Шарлотт Бобкетс» 94-93.
Летом 2007 года падение имиджа «Никс» продолжилось. Бывшая сотрудница клуба Ануча Браун Сандерс подала иск против Айзея Томаса, Джеймса Долана и всей компании Мэдисон-сквер-гарден, обвиняя их в сексуальных домогательствах в 2006 году. 2 октября 2007 года жюри присяжных вынесло вердикт против Томаса и Мэдисон-сквер-гарден, обязав их заплатить пострадавшей 11,5 миллионов долларов. С этим делом на суд общественности всплыло множество грязных подробностей и была показана нездоровая атмосфера, которая царит в системе управления «Никс» и Мэдисон-сквер-гарден.
На драфте НБА 2007 года Томас обменял Ченнинга Фрая и Стива Фрэнсиса в «Портленд», получив взамен Зака Рэндольфа, Фреда Джонса, и Дэна Дико. Также «Никс» на драфте под общим 23 номером выбрали Уилсона Чандлера, а под 53-м выбрали Деметриса Николса. Дико почти сразу же был обменян в «Клипперс» Джареда Джордана. Джордан и Николс, сыграв пару матчей за «Никс» в предсезонных матчах, были отпущены из клуба. «Никс» начали сезон с результатом 1-9 и закончили его 23-59, что стало одним из худших результатов за всю историю клуба. Поклонники «Никс» требовали увольнения Айзея Томаса. В течение этого сезона «Никс» потерпели одно из самых болезненных поражений в истории, уступив 30 ноября 2007 года принципиальным соперникам из «Бостона» 104-59.

### Эра Донни Волша (2008 —н.в.)
2 апреля 2008 года Джеймс Долан пригласил президента «Индианы Пэйсерс» Донни Уолша перейти на аналогичную должность в «Никс», заменив тем самым Айзея Томаса, и Уолш согласился. По окончании регулярного сезона 2007-08 Уолш уволил Томаса с поста главного тренера, а 13 мая 2008 года официально назначил на эту должность бывшего главного тренера «Финикс Санз» Майка Д’Антони, который подписал контракт на четыре года, с общей суммой зарплаты в 24 миллиона долларов США.

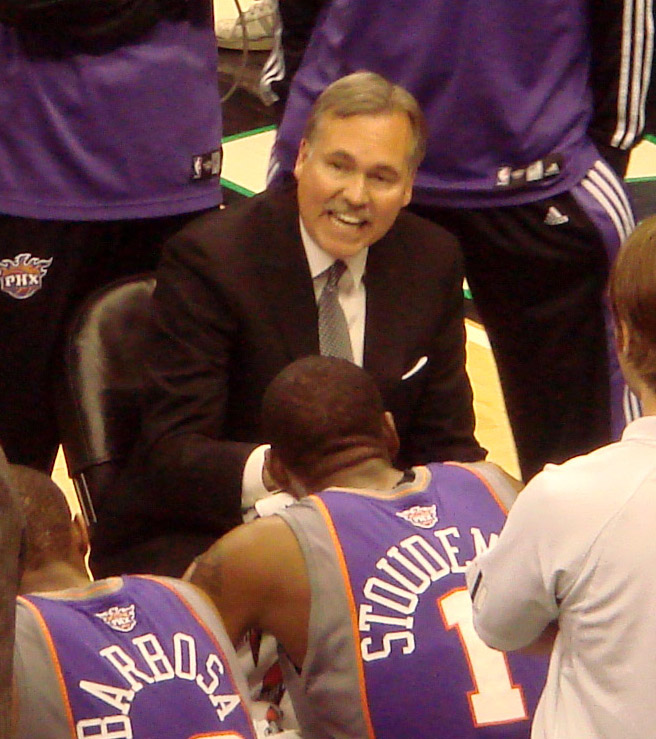
Тренер «Никс» Майк Д’Антони

20 мая 2008 года «Никс» получили шестой выбор на драфте 2008 года и использовали его для подписания Данило Галлинари. Также они подписали Криса Духона, чей контракт укладывался в их лимит зарплат. 21 ноября этого же года «Никс» обменяли одного их своих лидеров Джамала Кроуфорда в «Голден Стэйт», взамен получив Эла Харрингтона. Несколько часов спустя «Нью-Йорк» обменял Зака Рэндольфа и вместе с ним наряду с Марди Коллинза в «Клипперс», подписав взамен для Каттино Мобли и Тима Томаса. Это было сделано с целью серьёзно освободить зарплатную ведомость на лето 2010 года, когда будут доступны первоклассные игроки, такие как Леброн Джеймс, Дуэйн Уэйд, Крис Бош и Амаре Стадемайр. В 2009 году «Никс» обменяли Тима Томаса, Джерома Джеймса и Энтони Роберсона в «Чикаго Буллз», получив Ларри Хьюза. Также в «Оклахому» был обменян Малик Роуз на Криса Уилкокса. Ко всему этому было завершено долгое противостояние с Стефоном Марбери. Клуб выкупил контракт у игрока, сэкономив 2 миллиона долларов, и Марбери как свободный агент перешёл в «Бостон Селтикс». Несмотря на серьёзное ослабление состава, «Никс» одержали в сезоне на 9 побед больше, чем за год до этого, закончив чемпионат 32-50. И во многом это было связано с впечатляющей игрой Дэвида Ли, который закончил сезон лидером лиги по количеству дабл-даблов — 65.

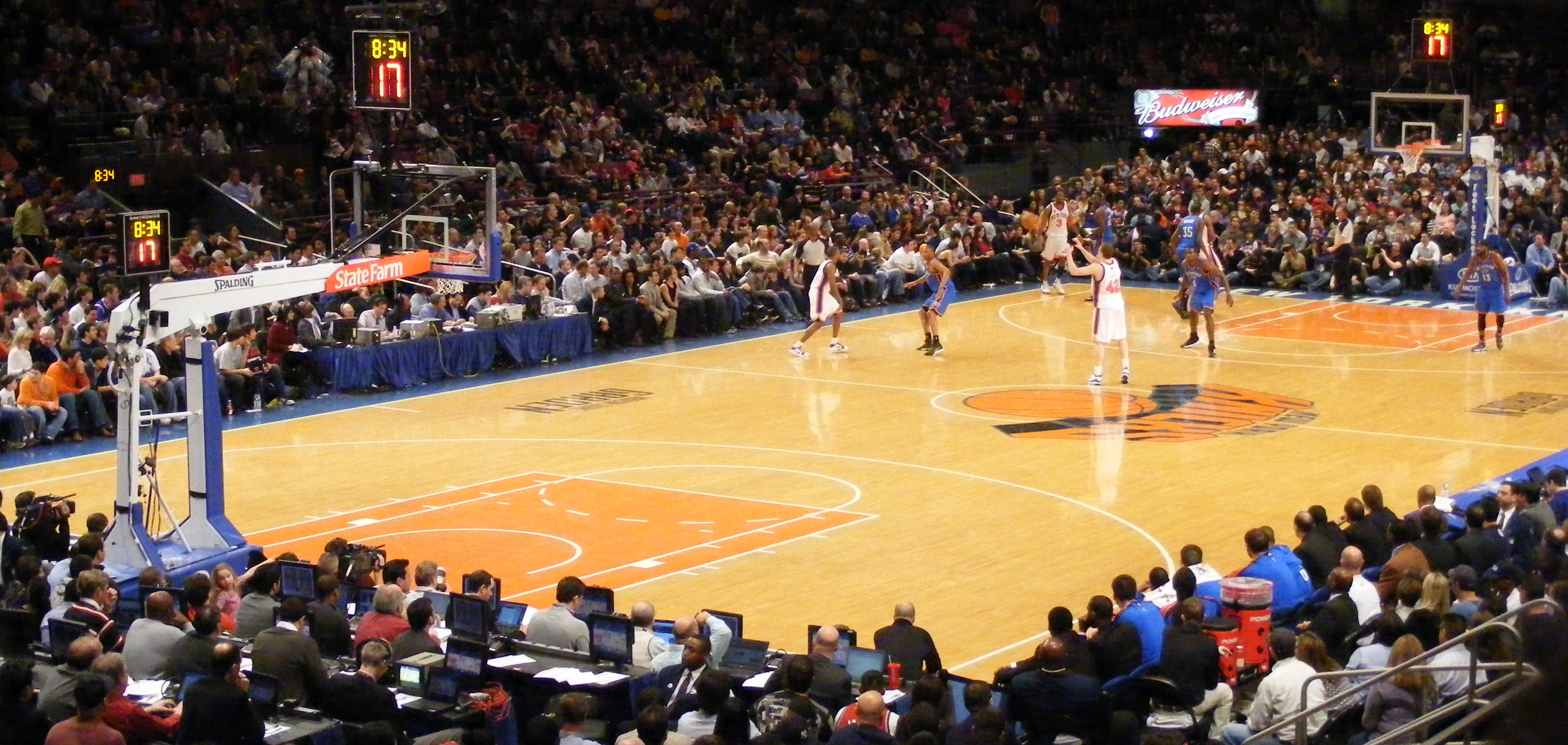
Домашний матч «Никс» в 2010 году

На драфте 2009 года «Никс» первым подписали Джордана Хилла после того, как ряд других более интересных им игроков были выбраны другими клубами. Также они получили защитника Тони Дугласа, который изначально был выбран «Лейкерс», но в итоге обменян в «Никс». Вскоре после этого «Нью-Йорк» выменял у «Мемфиса» хорватского центрового Дарко Миличича, отдав взамен Квентина Ричардсона.
Команда начала сезон крайне неудачно, проиграв 9 раз в 10 стартовых матчах. Реабилитироваться за это «Никс» смогли только в декабре, выиграв 9 из 15 матчей.
24 января 2010 года «Никс» потерпели их крупнейшее поражение в истории Мэдисон-сквер-гарден, уступив «Даллас Маверикс» 78-128. Проигрыш в 50 очков стал вторым худшим результатом в истории «Никс», уступив только поражению полученному 25 декабря 1960 года от «Сиракьюс Нэшионалс» с разницей в −62 очка.
Почти через месяц после такого тяжёлого удара «Никс» серьёзно изменили состав, делая достаточно неожиданные ходы. 17 февраля «Никс» обменяли Дарко Миличича в «Миннесоту», получив взамен Брайана Кардинала. 18 февраля «Никс» и «Селтикс» совершают обмен, по которому Нэйт Робинсон отправился в Бостон, а в обратном направлении последовал Эдди Хаус. В сделку также были включены Маркус Ландри со стороны «Нью-Йорка» и Джей Ар Гидденс, Билл Уокер со стороны «Селтикс». «Никс» в ходе множественного обмена также приобрели Трейси Макгрэди из «Хьюстона» и разыгрывающего защитника Серхио Родригеса из «Сакраменто», отдав в другие клубы Ларри Хьюза, Джордана Хилла и Джареда Джеффриса. Примерно через 3 недели после этих изменений «Никс» вновь встретились со своими обидчиками из Далласа и на арене «Маверикс» Американ Эйрлайнс-центр разгромили хозяев 128-94, что стало крупнейшей победой «Нью-Йорка» в том сезоне. Однако по итогам сезона «Никс» в плей-офф не попали, что стало 6-й подряд неудачей клуба.

#### Подписание Амаре Стадемайра, Кармело Энтони и Чонси Биллапса
«Никс» и бывший лидер «Финикс Санз» Амаре Стадемайр, который стал свободным агентом, пришли к соглашению 5 июля 2010. 100-миллионный контракт сроком на 5 лет был подписан 8 июля. Президент команды Донни Уолш назвал подписание Стадемайра поворотным моментом для будущего «Никс».

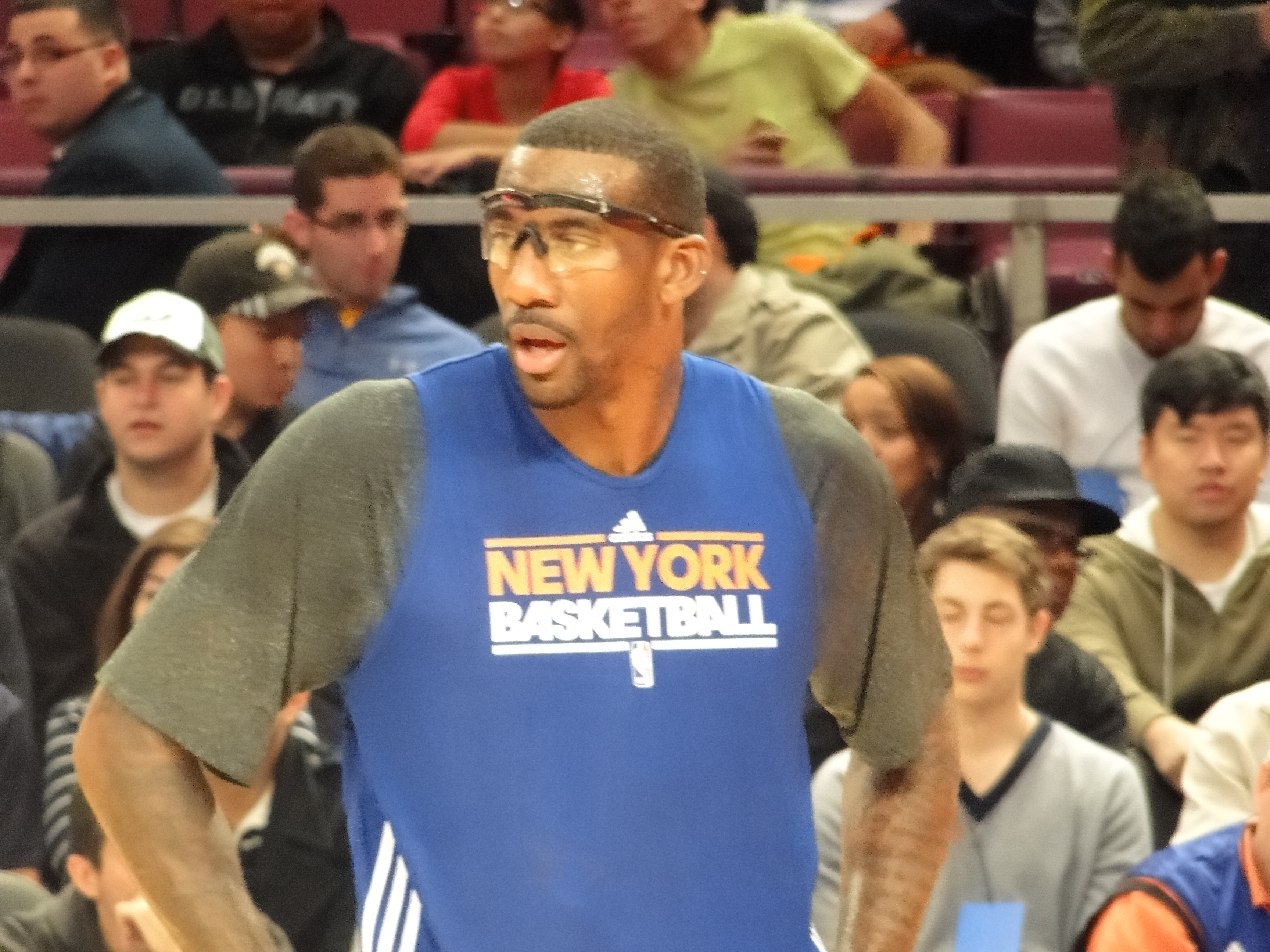
Амаре Стадемайр в «Никс»

«Нью-Йорк» продолжил кардинально менять состав команды, отдав Дэвида Ли в «Голден Стэйт Уорриорз» в обмен на Энтони Рэндольфа, Келенна Азубуке и Ронни Тюриафа. «Никс» также подписали игрока «Шарлотты» Раймонда Фелтона и российского центрового Тимофея Мозгова. Эти изменения позволили «Никс» продать все сезонные абонементы, чего ранее не случалось с 2002 года.

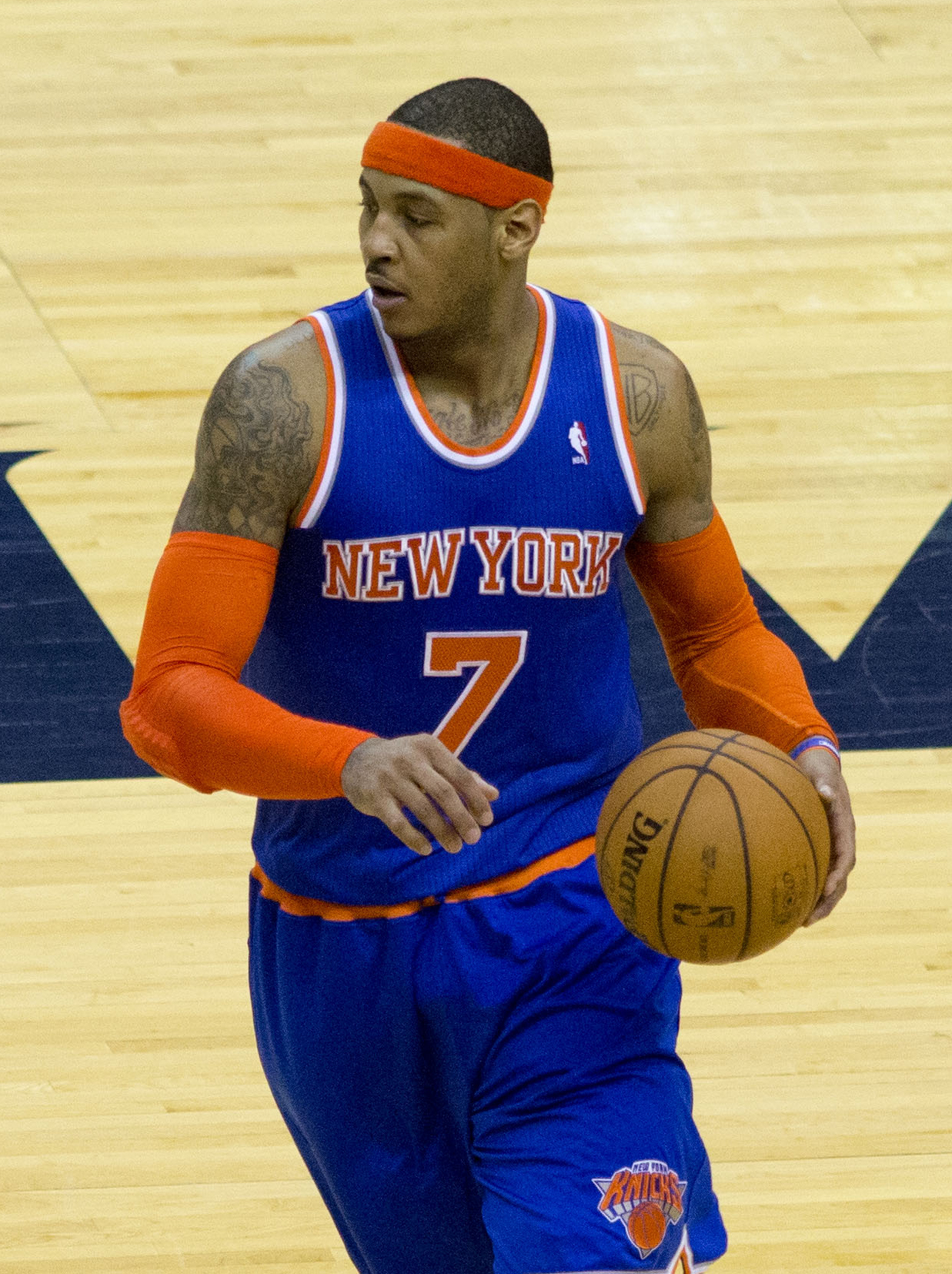
Кармело Энтони, новая звезда «Никс»

Команда Д’Антони, ведомая Стадемайром и группой молодых игроков, состоящей из Фелтона, Галлинари, Мозгова, Уилсона Чендлера и новичка Лэндри Филдса, к перерыву, связанному с матчем всех звёзд НБА 2011, подошла с результатом 28-26, что стало первой положительной разницей у «Никс» к февралю начиная с 2000 года. Несмотря на успех Донни Уолша в создании команды в течение первых трёх лет его правления, «Никс» не могли остановиться на достигнутом и всеми возможными силами старались заполучить лидера «Денвер Наггетс» Кармело Энтони.
После долгих месяцев переговоров, 21 февраля 2011 года, Энтони был продан «Нью-Йорку», наряду с товарищами по команде Чонси Биллапсом, Шелденом Уильямсом, Энтони Картером и бывшим игроком «Никс» Реналдо Бэлкманом. «Денвер» в свою очередь получил Фэлтона, Галлинари, Чендлера, Мозгова, Коста Куфоса, право выбора в первом раунде драфта 2014 года, право выбора во втором раунде драфта 2013 и 2014 и 3 миллиона долларов. После этого, «Никс» обменяли Энтони Рэндольфа и Эдди Карри в «Миннесоту», получив взамен Кори Брюэра, сразу же отданного в «Даллас».
3 апреля 2011 года «Никс» разгромив «Кливленд» 123—107, впервые с 2004 года, завоевали место в плей-офф НБА. 10 апреля 2011 года победив с помощью Кармело Энтони «Индиану», «Никс» впервые с 2000 года гарантировали себе положительную разницу побед-поражений.

## Персоналии

### Текущий состав
| \| Поз. \| № \| Гражд. \| Имя \| Рост \| Вес \| Откуда \| \| ---- \| -- \| -------------------------- \| ----------------- \| ------ \| ------ \| ------------------ \| \| Ф \| 00 \| ! \| Джейкоб Топпин \| 203 см \| 91 кг \| Кентукки \| \| З \| 1 \| ! \| Кэмерон Пэйн \| 191 см \| 83 кг \| Мюррей Стэйт \| \| З \| 2 \| ! \| Майлз Макбрайд \| 185 см \| 88 кг \| Западная Вирджиния \| \| З/Ф \| 3 \| ! \| Джош Харт \| 193 см \| 98 кг \| Вилланова \| \| Ф \| 4 \| Франция ! \| Паком Дадье \| 203 см \| 98 кг \| Франция \| \| Ф/Ц \| 5 \| Нигерия ! \| Прешес Ачиува \| 203 см \| 110 кг \| Мемфис \| \| Ф \| 8 \| Великобритания ! \| Оу Джи Ануноби \| 201 см \| 105 кг \| Индиана \| \| З \| 9 \| ! \| Кевин Маккулар \| 201 см \| 96 кг \| Канзас \| \| З \| 11 \| ! \| Джейлен Брансон \| 188 см \| 86 кг \| Вилланова \| \| З \| 13 \| ! \| Тайлер Колек \| 191 см \| 88 кг \| Маркетт \| \| Ц \| 20 \| ! \| Джерико Симс \| 208 см \| 113 кг \| Техас \| \| Ц \| 23 \| ! \| Митчелл Робинсон \| 213 см \| 109 кг \| Чалметт \| \| З/Ф \| 25 \| ! \| Микал Бриджес \| 198 см \| 95 кг \| Вилланова \| \| Ф/Ц \| 32 \| Доминиканская Республика ! \| Карл-Энтони Таунс \| 211 см \| 112 кг \| Кентукки \| \| Ц \| 55 \| Германия ! \| Ариэль Хукпорти \| 213 см \| 115 кг \| Германия \| | Главный тренер - Том Тибодо Ассистенты тренера - Дэниэл Брэди - Рик Брансон - Марк Брайант - Морис Чикс - Даррен Эрман - Энди Грир - Даисукэ Йошимото Состав • Переходы Последнее изменение: 19 октября 2024 года |                            |                   |        |        |                    |
| Поз. | № | Гражд.                     | Имя               | Рост   | Вес    | Откуда             |
| Ф | 00 | !                          | Джейкоб Топпин    | 203 см | 91 кг  | Кентукки           |
| З | 1 | !                          | Кэмерон Пэйн      | 191 см | 83 кг  | Мюррей Стэйт       |
| З | 2 | !                          | Майлз Макбрайд    | 185 см | 88 кг  | Западная Вирджиния |
| З/Ф | 3 | !                          | Джош Харт         | 193 см | 98 кг  | Вилланова          |
| Ф | 4 | Франция !                  | Паком Дадье       | 203 см | 98 кг  | Франция            |
| Ф/Ц | 5 | Нигерия !                  | Прешес Ачиува     | 203 см | 110 кг | Мемфис             |
| Ф | 8 | Великобритания !           | Оу Джи Ануноби    | 201 см | 105 кг | Индиана            |
| З | 9 | !                          | Кевин Маккулар    | 201 см | 96 кг  | Канзас             |
| З | 11 | !                          | Джейлен Брансон   | 188 см | 86 кг  | Вилланова          |
| З | 13 | !                          | Тайлер Колек      | 191 см | 88 кг  | Маркетт            |
| Ц | 20 | !                          | Джерико Симс      | 208 см | 113 кг | Техас              |
| Ц | 23 | !                          | Митчелл Робинсон  | 213 см | 109 кг | Чалметт            |
| З/Ф | 25 | !                          | Микал Бриджес     | 198 см | 95 кг  | Вилланова          |
| Ф/Ц | 32 | Доминиканская Республика ! | Карл-Энтони Таунс | 211 см | 112 кг | Кентукки           |
| Ц | 55 | Германия !                 | Ариэль Хукпорти   | 213 см | 115 кг | Германия           |

### Зал славы баскетбола и закреплённые номера
| Нью-Йорк Никс: Зал славы и закреплённые номера | Нью-Йорк Никс: Зал славы и закреплённые номера | Нью-Йорк Никс: Зал славы и закреплённые номера | Нью-Йорк Никс: Зал славы и закреплённые номера | Нью-Йорк Никс: Зал славы и закреплённые номера | Нью-Йорк Никс: Зал славы и закреплённые номера | Нью-Йорк Никс: Зал славы и закреплённые номера | Нью-Йорк Никс: Зал славы и закреплённые номера | Нью-Йорк Никс: Зал славы и закреплённые номера | Нью-Йорк Никс: Зал славы и закреплённые номера |
| Игроки                                         | Игроки                                         | Игроки                                         | Игроки                                         | Игроки                                         | Игроки                                         | Игроки                                         | Игроки                                         | Игроки                                         | Игроки                                         |
| Номер                                          | Имя                                            | Позиция                                        | Сезоны                                         | Год избрания                                   | Номер                                          | Имя                                            | Позиция                                        | Сезоны                                         | Год избрания                                   |
| ---------------------------------------------- | ---------------------------------------------- | ---------------------------------------------- | ---------------------------------------------- | ---------------------------------------------- | ---------------------------------------------- | ---------------------------------------------- | ---------------------------------------------- | ---------------------------------------------- | ---------------------------------------------- |
| 6                                              | Том Гола                                       | РЗ/АЗ                                          | 1962-1966                                      | 1976                                           | 7                                              | Мартин Слейтер                                 | АЗ                                             | 1956                                           | 1982                                           |
| 8                                              | Уолт Беллами                                   | Ц                                              | 1965-1968                                      | 1993                                           | 8, 19                                          | Натаниель Клифтон                              | ТФ                                             | 1950-1956                                      | 2014                                           |
| 9                                              | Ричи Герин                                     | РЗ                                             | 1956-1963                                      | 2013                                           | 10                                             | Уолт Фрейзер                                   | АЗ                                             | 1967-1977                                      | 1987                                           |
| 11                                             | Гарри Галлатин                                 | ЦФ                                             | 1948-1957                                      | 1991                                           | 11                                             | Боб Макаду                                     | ЦФ                                             | 1976-1979                                      | 2000                                           |
| 12                                             | Дик Барнетт                                    | АЗ                                             | 1965-1974                                      | 1990                                           | 15                                             | Эрл Монро                                      | РЗ                                             | 1972-1980                                      | 1990                                           |
| 15                                             | Дик Макгуайр                                   | РЗ                                             | 1949-1957                                      | 1993                                           | 19                                             | Уиллис Рид                                     | Ц                                              | 1964-1974                                      | 1982                                           |
| 22                                             | Дэйв Дебуше                                    | ТФ                                             | 1969-1974                                      | 1983                                           | 24                                             | Билл Брэдли                                    | ЛФ/АЗ                                          | 1967-1977                                      | 1982                                           |
| 30                                             | Бернард Кинг                                   | ТФ                                             | 1982-1987                                      | 2013                                           | 32                                             | Джерри Лукас                                   | Ц                                              | 1971-1974                                      | 1980                                           |
| 33                                             | Патрик Юинг                                    | Ц                                              | 1985-2000                                      | 2008                                           | 42                                             | Спенсер Хейвуд                                 | ЦФ                                             | 1975-1979                                      | 2015                                           |
| 55                                             | Дикембе Мутомбо                                | Ц                                              | 2003-2004                                      | 2015                                           |                                                |                                                |                                                |                                                |                                                |
| Тренеры                                        |                                                |                                                |                                                |                                                |                                                |                                                |                                                |                                                |                                                |
| Номер                                          | Имя                                            | Позиция                                        | Сезоны                                         | Год избрания                                   | Номер                                          | Имя                                            | Позиция                                        | Сезоны                                         | Год избрания                                   |
| 613                                            | Рэд Хольцман                                   | Тренер                                         | 1967-1977, 1978—1982                           | 1986                                           | -                                              | Хуби Браун                                     | Тренер                                         | 1982-1986                                      | 2005                                           |
| -                                              | Ларри Браун                                    | Тренер                                         | 2005-2006                                      | 2002                                           | -                                              | Дон Нельсон                                    | Тренер                                         | 1995-1996                                      | 2012                                           |
| -                                              | Рик Питино                                     | Тренер                                         | 1987-1989                                      | 2013                                           | -                                              | Пэт Райли                                      | Тренер                                         | 1991-1995                                      | 2008                                           |
| -                                              | Ленни Уилкенс                                  | Тренер                                         | 2004-2005                                      | 1998                                           |                                                |                                                |                                                |                                                |                                                |
| Избраны в Зал славы баскетбола                 |                                                |                                                |                                                |                                                |                                                |                                                |                                                |                                                |                                                |
| Закреплённые командой номера                   |                                                |                                                |                                                |                                                |                                                |                                                |                                                |                                                |                                                |

Все закреплённые номера вывешены под крышей «Мэдисон-сквер-гарден».

## Тренеры

### Руководство Нью-Йорк Никс
| Президенты клуба - Нед Айриш: 1946—1974 - Майк Бурк: 1974—1982 - Джек Крамп: 1982—1986 - Ричард Эванс: 1986—1991 - Дэйв Чеккетс: 1991—1996 - Эрни Грюнфельд: 1996—1999 - Скотт Лейден: 1999—2004 - Айзея Томас: 2004—2008 - Донни Уолш: 2008—2011 - Глен Грюнвольд: 2011 — н. в. | Владельцы клуба - Gulf+Western: 1977—1994 - Как Paramount Communications: 1989—1994 - Viacom: 1994 - ITT Corporation и Cablevision: 1994—1997 - Cablevision: 1997—2010 - Madison Square Garden, Inc.: 2010 — н. в. |

### Рекордсмены Нью-Йорк Никс
| Статистика                          | Количество | Игрок        |
| ----------------------------------- | ---------- | ------------ |
| Матчей сыграно                      | 1039       | Патрик Юинг  |
| Минут сыграно                       | 37 586     | Патрик Юинг  |
| Мячей забито                        | 9260       | Патрик Юинг  |
| Количество бросков                  | 18 224     | Патрик Юинг  |
| % попаданий                         | 56,5       | Дэвид Ли     |
| Количество точных 3-очковых бросков | 982        | Джон Старкс  |
| Количество 3-очковых бросков        | 2848       | Джон Старкс  |
| % реализованных 3-очковых бросков   | 44,9       | Хуберт Дэвис |
| Точные штрафные                     | 5126       | Патрик Юинг  |
| Количество пробитых штрафных        | 6904       | Патрик Юинг  |
| % точных штрафных                   | 88,6       | Майк Гленн   |
| Подборы на чужом щите               | 2580       | Чарльз Окли  |
| Подборы на своем щите               | 8191       | Патрик Юинг  |
| Подборы                             | 10 759     | Патрик Юинг  |
| Передачи                            | 4791       | Уолт Фрейзер |
| Перехваты                           | 1114       | Патрик Юинг  |
| Блок-шоты                           | 2758       | Патрик Юинг  |
| Потери                              | 3321       | Патрик Юинг  |
| Персональные фолы                   | 3676       | Патрик Юинг  |
| Набранные очки                      | 23 665     | Патрик Юинг  |

### Индивидуальные награды
| Самый ценный игрок НБА - Уиллис Рид — 1970 Самый ценный игрок финала НБА - Уиллис Рид — 1970, 1973 Лучший оборонительный игрок НБА - Тайсон Чендлер — 2012 Новичок года НБА - Уиллис Рид — 1965 - Патрик Юинг — 1986 - Марк Джексон — 1988 Лучший шестой игрок НБА - Энтони Мэйсон — 1995 - Джон Старкс — 1997 - Джей Ар Смит — 2013 Тренер года НБА - Рэд Хольцман — 1970 - Пэт Райли — 1993 Приз за спортивное поведение НБА - Джейсон Кидд — 2013 Сборная всех звёзд НБА Первая пятёрка - Гарри Галлатин — 1954 - Уолт Фрейзер — 1970, 1972, 1974, 1975 - Уиллис Рид — 1970 - Бернард Кинг — 1984, 1985 - Патрик Юинг — 1990 Сборная всех звёзд НБА Вторая пятёрка - Карл Браун — 1948, 1954 - Дик Макгуайр — 1951 - Гарри Галлатин — 1955 - Ричи Герин — 1959, 1960, 1962 - Уиллис Рид — 1967, 1968, 1969, 1971 - Дэйв Дебуше — 1969 - Уолт Фрейзер — 1971, 1973 - Патрик Юинг — 1988, 1989, 1991, 1992, 1993, 1997 - Амаре Стадемайр — 2011 - Кармело Энтони — 2013 | Сборная всех звёзд защиты НБА Первая пятёрка - Дэйв Дебуше — 1969, 1970, 1971, 1972, 1973, 1974 - Уолт Фрейзер — 1969, 1970, 1971, 1972, 1973, 1974, 1975 - Уиллис Рид — 1970 - Майкл Рей Ричардсон — 1981 - Чарльз Окли — 1994 - Тайсон Чендлер — 2013 Сборная всех звёзд защиты НБА Вторая пятёрка - Патрик Юинг — 1988, 1989, 1992 - Джон Старкс — 1993 - Чарльз Окли — 1998 - Тайсон Чендлер — 2012 Сборная новичков НБА Первая пятёрка - Арт Хейман — 1964 - Уиллис Рид — 1965 - Джим Барнес — 1965 - Ховард Комвис — 1965 - Дик Ван Арсдейл — 1966 - Кэззи Расселл — 1967 - Уолт Фрейзер — 1968 - Фил Джексон — 1968 - Билл Кэртрайт — 1980 - Дэррелл Уокер — 1984 - Патрик Юинг — 1986 - Марк Джексон — 1988 - Ченнинг Фрай — 2006 - Лэндри Филдс — 2011 - Иман Шумперт — 2012 Сборная новичков НБА Вторая пятёрка - Род Стрикленд — 1989 |